# Tormato
Tormato – dziewiąty album studyjny grupy Yes, wydany w 1978 roku.

## Spis utworów
Album zawiera utwory:
1. Future Times/Rejoice – 6:46
A. Future Times (Jon Anderson/Chris Squire/Steve Howe/Rick Wakeman/Alan White)
B. Rejoice (Jon Anderson)
2. Don’t Kill the Whale  (Jon Anderson/Chris Squire) – 3:56
3. Madrigal  (Jon Anderson/Rick Wakeman) – 2:25
4. Release, Release  (Jon Anderson/Alan White/Chris Squire) – 5:44
5. Arriving UFO  (Jon Anderson/Steve Howe/Rick Wakeman) – 6:07
6. Circus of Heaven (Jon Anderson) – 4:31
7. Onward (Chris Squire) – 4:05
8. On the Silent Wings of Freedom (Jon Anderson/Chris Squire) – 7:47

Dodatkowe nagrania umieszczone na wydanej w roku 2004 reedycji albumu:
1. Abilene (Steve Howe) – 4:02
2. Money (Chris Squire/Jon Anderson/Alan White/Rick Wakeman) – 3:14
3. Picasso (Jon Anderson) – 2:12
4. Some Are Born (Jon Anderson) – 5:42
5. You Can Be Saved (Chris Squire) – 4:20
6. High (Steve Howe) – 4:30
7. Days (Jon Anderson) – 1:00
8. Countryside (Jon Anderson/Steve Howe/Chris Squire/Alan White) – 3:11
9. Everybody’s Song (Jon Anderson/Steve Howe/Chris Squire/Alan White) – 6:48
10. Onward (Orchestral version) (Chris Squire) – 3:06

## Skład
Twórcami albumu są:
- Jon Anderson – wokal, gitara 12-strunowa
- Chris Squire – gitara basowa, fortepian (w Don’t Kill the Whale), wokal
- Steve Howe – gitar, mandolina, wokal
- Rick Wakeman – instrumenty klawiszowe, fortepian, organy
- Alan White – perkusja, instrumenty perkusyjne, wokal